# Унија совјетских писаца
Унија совјетских писаца је било удружење професионалних писаца Савеза Совјетских Социјалистичких Република које је настало спајањем ранијих удружења 1932. године. По првобитном уставу Уније совјетских писаца из 1934. године циљ удружења је стварање књижевних дела високог квалитета с циљем промоције херојске борбе међународног пролетаријата у борби за остварење социјализма. По измењеном уставу из 1971. године Унија совјетских писаца постала је добровољно удружење професионалних писаца СССР-а који своју креативност користе у стварању комунизма, социјалног напретка, мира и пријатељства међу народима.

## Списак председавајућих УСП-а
- Максим Горки (1934—1936)
- Владимир Ставски (1936—1938)
- Александар Фадејев (1938—1944)
- Николај Тихонов (1944—1946)
- Александар Фадејев (1946—1954)
- Николај Сурков (1954—1959)
- Константин Федин (1959—1977)
- Гиоргиј Марков (1977—1986)
- Владимир Карпов (1986—1991)

## Види
- Совјетска књижевност